# Manton (Rutland)
Manton is een civil parish in het bestuurlijke gebied Rutland, in het Engelse graafschap Rutland met 359 inwoners.